# Maurice Chevalier
Maurice Auguste Chevalier (París; 12 de septiembre de 1888 - París; 1 de enero de 1972) fue un célebre intérprete francés de películas musicales de los años 1920 y 1930 y una figura emblemática de la cultura francesa del siglo XX.

## Carrera
Tuvo un modesto debut en los caf'conc' (cafés-concert) del barrio parisino de Ménilmontant a finales del siglo XIX.
Cuando en 1914 estalló la Primera Guerra Mundial, Chevalier se enroló durante su servicio militar. Ya en la línea del frente, donde le alcanzó la metralla en la espalda en las primeras semanas de combate y fue hecho prisionero de guerra en Alemania durante dos años.
En 1916 fue liberado gracias a la intervención del rey Alfonso XIII de España y su Oficina Pro Cautivos.
Después de la guerra, Mistinguett lo descubrió y lo convirtió en su partenaire. A partir de entonces personificó la figura del dandi frívolo que habla con un acento suburbial, el que consigue mantener aun cuando habla inglés a la perfección.
El fonógrafo recogió sus éxitos sobre el escenario con varias revistas y operetas. Valentine y Dans la vie faut pas s'en faire son algunos de sus triunfos en los años 1920.
En 1928 comenzó su carrera cinematográfica en Hollywood, que lo mantuvo alejado de Francia hasta 1935, tras destacar en las versiones inglesa y francesa de La veuve joyeuse (The Merry Widow), de Ernst Lubitsch, en 1934.
A su vuelta a Francia, obtuvo nuevos éxitos musicales: Prosper (1935), Ma Pomme (1936), Y a d'la joie (1938) y la Marche de Ménilmontant (1941).
Símbolo del ascenso de un joven de origen humilde, Maurice Chevalier garantizaba con su cándido buen humor el orden establecido, e incluso durante ocupación de Francia por las fuerzas del Eje, Chevalier no pareció expresar que dicho orden hubiera sido comprometido por el invasor, actitud que le costó un descenso de popularidad al llegar la liberación del País Galo.
Sin embargo, rápidamente volvió a encumbrarse.
Estrena Grands soirs de Paris de José Padilla, y en los años 60 incursiona en un género insospechado: el twist (Avec mon canotier).
De la segunda mitad de su carrera cinematográfica hay que recordar sus apariciones con René Clair (Le silence est d'or), la comedia musical Gigi (1958), de Vincente Minnelli, y su participación en la nueva versión estadounidense de la trilogía de Marcel Pagnol: Fanny (1961), de Joshua Logan, donde interpretó el personaje de Panisse.
Cabe destacar que en 1959 Chevalier fue galardonado con un Óscar Honorífico por su contribución al mundo del espectáculo.
En el año 1968 se despidió de los escenarios, muriendo en 1972, en París, a la edad de 83 años.
Fue enterrado en el Cimetière Nouveau (cementerio nuevo) de Marnes-la-Coquette (Hauts-de-Seine).